# Oncideres
Oncideres é um gênero de besouros da família Cerambycidae. O gênero possui por volta de 69 espécies descritas no Brasil.